# Nine Elms (Metropolitano de Londres)
Nine Elms é uma estação do Metrô de Londres em Nine Elms, Londres. Ela foi inaugurada em setembro de 2021 com a expansão para Battersea Power Station da Northern line.

## História
A estação recebeu a aprovação final do Secretário de Estado para Transportes em novembro de 2014, e a construção começou em 2015.
A estação foi inaugurada em 20 de setembro de 2021.
Em setembro de 2022, a TfL anunciou que mais de 5 milhões de viagens foram feitas na extensão desde a inauguração, com uma média de 40.000 viagens por semana em Nine Elms, cerca de metade da Battersea Power Station.